# Nepenthes masoalensis
Nepenthes masoalensis är en tvåhjärtbladig växtart som beskrevs av Schmid-hollinger. Nepenthes masoalensis ingår i släktet Nepenthes och familjen Nepenthaceae. Inga underarter finns listade i Catalogue of Life.